# Kamenita vrata (1992.)
Kamenita vrata, hrvatski dugometražni film iz 1992. godine.